# Cacoxenus philippinensis
Cacoxenus philippinensis är en tvåvingeart som först beskrevs av Vasily S. Sidorenko 1998.  Cacoxenus philippinensis ingår i släktet Cacoxenus och familjen daggflugor.
Artens utbredningsområde är Filippinerna. Inga underarter finns listade i Catalogue of Life.